# Adventure Time: Explore the Dungeon Because I Don't Know!
Adventure Time: Explore The Dungeon Because I Don't Know (stilizat și Adventure Time Explore the Dungeon Because I DON'T KNOW!) este un joc video sub regia Tomm Hulett și dezvoltat de WayForward Technologies cu ajutorul lui Pendleton Ward sub licența de la Cartoon Network Interactive, este publicat de D3 Publisher pentru Microsoft Windows, Wii U, PlayStation 3, Xbox 360 și Nintendo 3DS. Acesta este al doilea video game bazat pe serialul de televiziune Să-nceapă aventura după video game din 2012 Adventure Time: Hey Ice KIng Why'd You Steal Our Garbage?!. A fost produs pe data de 14 mai 2015.

## Despre joc
Jocul începe cu Prințesa Gumiță implorând player (unul dintre diferitele personaje jucabile) pentru a investiga marea și secreta temnița care se afla pe tărâmul Ooo.Mai mulți prizonieri au evadat,dar închisoarea ar trebui sa fi fost imposibil impenetrabila,Gumiță este mirata cu privire la modul în care prizonierii au evadat și roagă jucătorul pentru a explora temnița pentru ca „nu știe”.Cum jocul progresează mai multe caractere sunt deblocate și devin personaje jucabile prin diferite situații.Împăratul Gheții este suspectat pentru eliberarea prizonierilor,dar este dovedit a fi fost în temniță pentru a crea Fiona și Cake statui de gheața.Jocul duce în cele din urma la o lupta între jucător și un blob roz gigant,care se dovedește a fi părinți lui Prințesa Gumiță.În urma cu aproximativ o mie de ani blobul a fost gestant și mai târziu a fost expulzata din masa lor.Gumiță explica faptul ca a crescut pentru a deveni mai independenta și a devenit prințesa.Ea a păstrat Blob în Temniță,dar în timp masa sa extins și a eliberat din neatenție prizonierii.Acest lucru face ca Împăratul Gheții întreabă furios ce vârsta are Prințesa Gumiță și ea răspunde ca are 827 de ani,care îl îngrozește.Finn pune la îndoiala justificare lui Gumiță pentru acoperirea secretul părinților ei,doar ca Marceline apăra spunând ca ceilalți ar fi făcut același lucru pentru părinți lor.Cu toate acestea,ca urmare a luptei jucătorului cu Blob,nu este în măsura de a reforma un set de bule,dintre care unul săruta Prințesa Gumiță

## Personaje de joc
Jucătorii sunt în măsura sa se joace cu Finn,Jake,Marceline,Împăratul Gheții,Gogoșel,Prințesa Flama,Prințesa Spațiului cu bulgari,Acritura.Mentosan,Gunter,Regele Marțian au fost lansați ca conținut descărcabil pentru utilizatorii care au achiziționat jocul prin Steam.Fiecare personaj jucabil are propriul sau atac special,care poate fi utilizat la diferite efecte,cum ar fi dușmani nocivi sau sănătate recâștigata.Împăratul Marțian și Gunter au fost ulterior adăugați ca DLC în versiunile de consola.

## Gameplay
Jocul este similar cu alte jocuri din franciza Diablo.Jucătorii pot colecta comori în temnița pe care le pot folosi mai târziu pentru a face upgrade (schimb de roluri) ale diferitelor personaje jucabile,de a interacționa cu alte personaje,și sa cumpere bunuri ale furnizatorului omniprezente din joc;în acest caz unul dintre personajele minore din acest desen animat,selectați Goose.Suprafața se poate ajunge la fiecare 5 nivele precum orice comoara nu a petrecut înainte de a veni în temnița va fi luata de către Prințesa Gumiță ca "impozit de bomboane".Quest-uri laterale sunt disponibile pentru jucător pe tot parcursul jocului.După ce jucătorul termina jocul,ei au posibilitatea de a juca prin ea încă o data cu statisticile lor curente,precum și printr-o "Nightosphere" versiune,care permite utilizatorului sa joace o cantitate nesfârșită de niveluri fără opțiunea de a se întoarce la suprafața până au renunța sau sunt uciși

## Recepție
Recepția critică pentru joc a fost predominant negativa și cele mai comune critici au fost pe centrele de gameplay-ul repetitiv și lipsa de profunzime.Destructoid scrie despre joc ca versiunea de 3DS "prezentarea este leneșa,destul de fragil și rușinos",și ca a fost în general "un dezastru".Jocuri Radar a criticat sistemul de harta al jocului,așa cum au simțit ca a fost "foarte ușor sa-și piardă urmări în cazul în care ați fost deja",și ca a făcut jocul mai plictisitor din cauza jucătorilor aveau la reșapare aceeași zona,în scopul de a descoperi nivelul de ieșire.Hardcore Gamer a fost impresionat de farmecul inițial al jocului,dar dezamăgit în cele mai multe alte aspecte critica"complet uscățiva,veritabil lipsa de (global),farmec și frustrant hit detectare.Eurogamer și a exprimat dezamăgirea față de tratamentul jocului de"lore surprinzător care a crescut în jurul valorii de (Sa-nceapă aventura),asa cum pur și simplu o draperie pentru Sa-nceapa aventura,reflectând materialul sursa fără o adaptare".